# Canottaggio ai Giochi della XXIV Olimpiade
Le gare di canottaggio ai Giochi della XXIII Olimpiade si svolsero tra il 19 ed il 25 settembre 1988 nel campo di regata del Misari Regatta sul fiume Han.

## Podi

### Uomini
| Evento                       | Oro | Perform. | Argento | Perform. | Bronzo | Perform. |
| Singolo (dettagli)           | Thomas Lange |          | Peter-Michael Kolbe |          | Eric Verdonk |          |
| Due di coppia (dettagli)     | Paesi Bassi Nico Rienks Roland Florijn |          | Svizzera Beat Schwerzmann Ueli Bodenmann |          | Unione Sovietica Aleksandr Marčenko Vasilij Jakuša                                                                                 |          |
| Due senza (dettagli)         | Gran Bretagna Andy Holmes Steve Redgrave |          | Romania Dănuț Dobre Dragos Neagu |          | Jugoslavia Sadik Mujkič Bojan Prešern                                                                                              |          |
| Due con (dettagli)           | Italia Giuseppe Di Capua Carmine Abbagnale Giuseppe Abbagnale                                                                                                 |          | Germania Est Mario Streit Detlef Kirchhoff René Rensch |          | Gran Bretagna Patrick Sweeney Andy Holmes Steve Redgrave                                                                           |          |
| Quattro di coppia (dettagli) | Italia Agostino Abbagnale Gianluca Farina Piero Poli Davide Tizzano                                                                                           |          | Norvegia Alf Hansen Rolf Thorsen Lars Bjønness Vetle Vinje |          | Germania Est Jens Köppen Steffen Zühlke Steffen Bogs Heiko Habermann                                                               |          |
| Quattro senza (dettagli)     | Germania Est Roland Schröder Ralf Brudel Olaf Förster Thomas Greiner                                                                                          |          | Stati Uniti Raoul Rodriguez Thomas Bohrer Richard Kennelly David Krmpotich                                                                                          |          | Germania Ovest Guido Grabow Volker Grabow Norbert Keßlau Jörg Puttlitz                                                             |          |
| Quattro con (dettagli)       | Germania Est Bernd Niesecke Hendrik Reiher Karsten Schmeling Bernd Eichwurzel Frank Klawonn                                                                   |          | Romania Dimitrie Popescu Ioan Snep Vasile Tomoiagă Ladislau Lovrenschi Valentin Robu                                                                                |          | Nuova Zelanda Chris White Ian Wright Andrew Bird Greg Johnston George Keys                                                         |          |
| Otto (dettagli)              | Germania Ovest Bahne Rabe Eckhardt Schultz Ansgar Wessling Wolfgang Maennig Matthias Mellinghaus Thomas Möllenkamp Thomas Domian Armin Eichholz Manfred Klein |          | Unione Sovietica Viktor Omelyanovich Vasily Tikhonov Andrey Vasilyev Pavel Gurkovsky Nikolay Kumarov Aleksandr Lukvanov Veniamin But Viktor Diduk Aleksandr Dumchev |          | Stati Uniti Mike Teti Jonathan Smith Ted Patton Jack Rusher Peter Nordell Jeffrey McLaughlin Doug Burden John Pescatore Seth Bauer |          |

### Donne
| Evento                       | Oro | Perform. | Argento | Perform. | Bronzo | Perform. |
| Singolo (dettagli)           | Jutta Behrendt |          | Anne Marden |          | Magdalena Gueorguieva                                                                                       |          |
| Due di coppia (dettagli)     | Germania Est Birgit Peter Martina Schroeter                                                                                                  |          | Romania Elisabeta Lipă Veronica Cogeanu |          | Bulgaria Stefka Madina Violeta Ninova                                                                       |          |
| Due senza (dettagli)         | Romania Olga Homeghi Rodica Arba |          | Bulgaria Radka Stoyanova Lalka Berberova |          | Nuova Zelanda Nicola Payne Lynley Hannen                                                                    |          |
| Quattro di coppia (dettagli) | Germania Est Kerstin Foerster Kristina Mundt Beate Schramm Jana Sorgers                                                                      |          | Unione Sovietica Irina Kalimbet Svetlana Mazyi Inna Frolova Antonina Doumtcheva                                                                 |          | Romania Anişoara Bălan Anişoara Minea Veronica Cogeanu Elisabeta Lipă                                       |          |
| Quattro con (dettagli)       | Germania Est Martina Walther Gerlinde Doberschütz Carola Hornig Birte Siech Sylvia Rose                                                      |          | Cina Zhang Xianghua Hu Yadong Yang Xiao Zhou Shouying Li Ronghua                                                                                |          | Romania Marioara Trașcă Veronica Necula Herta Anitaș Doina Șnep-Bălan Ecaterina Oancia                      |          |
| Otto (dettagli)              | Germania Est Annegret Strauch Judith Zeidler Kathrin Haacker Ute Wild Anja Kluge Beatrix Schröer Ramona Balthasar Ute Stange Daniela Neunast |          | Romania Doina Șnep-Bălan Veronica Necula Herta Anitaș Marioara Trașcă Adriana Bazon Mihaela Armășescu Rodica Arba Olga Homeghi Ecaterina Oancia |          | Cina Zhou Xiuhua Zhang Yali He Yanwen Han Yaqin Zhang Xianghua Zhou Shouying Yang Xiao Hu Yadong Li Ronghua |          |

## Medagliere
| Pos.   | Paese            | Oro | Argento | Bronzo | Totale |
| ------ | ---------------- | --- | ------- | ------ | ------ |
| 1      | Germania Est     | 8   | 1       | 1      | 10     |
| 2      | Italia           | 2   | 0       | 0      | 2      |
| 3      | Romania          | 1   | 4       | 2      | 7      |
| 4      | Germania Ovest   | 1   | 1       | 1      | 3      |
| 5      | Regno Unito      | 1   | 0       | 1      | 2      |
| 6      | Paesi Bassi      | 1   | 0       | 0      | 1      |
| 7      | Unione Sovietica | 0   | 2       | 1      | 3      |
| 7      | Stati Uniti      | 0   | 2       | 1      | 3      |
| 9      | Bulgaria         | 0   | 1       | 2      | 3      |
| 10     | Cina             | 0   | 1       | 1      | 2      |
| 11     | Norvegia         | 0   | 1       | 0      | 1      |
| 11     | Svizzera         | 0   | 1       | 0      | 1      |
| 13     | Nuova Zelanda    | 0   | 0       | 3      | 3      |
| 14     | Jugoslavia       | 0   | 0       | 1      | 1      |
| Totale | Totale           | 14  | 14      | 14     | 42     |